# Rio Sarre
O Sarre (em alemão:  Saar, em francês:  Sarre) é um rio com 246 km de comprimento,129,3 km em França e 116,7 km na Alemanha , que atravessa o nordeste da França e o sudoeste da Alemanha. Desagua no rio Mosela junto da cidade alemã de Konz.
Também passa por Saarbrucken , Saarlouis , Sarrebourg e Sarre-Union